# لیک اوون (ویسکانسین)
لیک اوون (به انگلیسی: Lake Owen) یک منطقهٔ مسکونی در ایالات متحده آمریکا است که در شهرستان بیفیلد، ویسکانسین واقع شده‌است. لیک اوون ۴۲۶٫۱۲ متر بالاتر از سطح دریا واقع شده‌است.